# گلینوش
گَلینوش، یک فرمانده نظامی در دوران ساسانیان و از چهره‌های برجسته در جنگ با اعراب است که در نبرد قادسیه فرماندهِ یکی از چهار لشکر رستم فرخ‌زاد بوده‌است.

## نام
در بسیاری از منابع تاریخی (بلعمی، طبری و دینوری) نام وی جالینوس، جیلوس یا حیلوس نوشته شده است که یک ترانویسی اشتباه به زبان عربی است. جالینوس نام یک پزشک یونانی بوده است. نام گلینوش تنها در یک منبع به‌چشم می‌خورد و آن شاهنامه فردوسی است:
| بگو تا سوی تیسفونش برند   |  | بدان خانهٔ رهنمونش برند      |
| بباشد به آرام ما روز چند  |  | نباید که دارد کس او را نژند |
| بر او بر موکّل کنند استوار |  | گلینوش را با سواری هزار     |

شعر بالا مربوط به بازداشت خسرو پرویز به دست فرزندش شیرویه است.
واژه گلینوش به معنای دارای عمر جاویدان است.

## بازداشت خسرو پرویز
هنگامی‌که شیرویه، با کمک موبدان زرتشتی و برخی سرداران سپاهی، پدرش، خسرو پرویز را از پادشاهی خلع می‌کند و خود به‌جای او می‌نشیند، دستور زندانی کردن خسروپرویز در خانهٔ یکی از سپاهیان را صادر می‌کند و گلینوش را مأمور انجام آن می‌دارد.
بلعمی در کتاب تاریخ بلعمی از این حادثه چنین می‌نویسد:
بلعمی دربارهٔ واقعه زندانی شدن خسرو می‌نویسد:
سرهنگی بر وی (خسرو پرویز) موکل بود نام او جالینوس
دینوری در اخبارالطوال چنین می‌آورد:
شیرویه دستور داد پدرش را از کاخ بیرون بردند و در خانه یکی از مرزبانان به نام مارسپند زندانی کردند، سر خسروپرویز را با مقنعه پوشاندند و او را بر مادیانی سوار کردند و به آن خانه بردند و زندانی کردند و حَیلوس با پانصد تن از جان بازان بر حفظ او گماشته شدند.
تئودور نلدکه خاورشناس آلمانی به‌درستی تشخیص داده است که حیلوس یا جالنوس و جالینوس که در بازداشت خسرو پرویز نقش دارد و کسی که چند سال بعد از آن در جنگ با تازیان از او اسم برده شده است، یک شخص هستند و دلیلی که می‌آورد این است:
دینوری از این شخص در هر دوجا در قصه خسروپرویز و در جنگ با مسلمانان به عنوان رئیس المستمیته (پیشوای پیشمرگان) یاد کرده است.
المستمیته نام گروهی از سربازان فدایی بوده است که فارسی آن بایستی جانسپار و پهلوی آن جان‌اپسپار بوده باشد.

## جنگ با عرب‌ها
گلینوش که از فرماندهان تحت امر رستم فرخزاد سپهسالار ایران بود، در نبرد قادسیه فرماندهی جلوداران را بر ضمه داشت. اما قبل از آن نیز در جنگ‌هایی با اعراب شرکت جسته بود. در دیه کسکر از روستاهای سواد (عراق دوره ساسانی را سورستان یا سواد می‌گفته‌اند)، دژی به نام ساقطیه بود که پسر خاله خسروپرویز به نام نرسی حاکم آن بود و اعراب به فرماندهی ابوعبید ثقفی (پدر مختار ثقفی) و مثنی بن حارثه چشم به تسخیر آن داشتند. رستم فرخزاد گلینوش را با لشکری به کمک نرسی فرستاد اما پیش از آن که گلینوش به آنجا برسد، ابوعبید به نرسی حمله برد و او را درهم شکست. سپس ابوعبید با گلینوش جنگید و او را هم منهزم کرد. در ادامه پیشرویهای بیشتر ابوعبیده، این بار رستم فرخ زاد گلینوش را به همراهی بهمن جادویه به نبرد اعزام کرد که در کناره فرات و در جنگی سخت و خونین ایرانیان اعراب را شکست دادند و ۴۰۰۰ تن از تازیان کشته و ۳۰۰۰ تن دیگر گریختند…
در تاریخ طبری نقل است که وقتی خبر اردوکشی سعد بن ابی‌وقاص و تباهکاری‌ها و غارتگری‌های سپاه عرب به یزدگرد سوم رسید، مصمم شد فرمانده کل، سپهبد رستم را به مقابله ایشان بفرستد و رستم از این کار اکراه داشت.
طبری در تاریخ طبری آورده است:
چون استغاثه مردم سواد به وسیله آزادمرد پسر آزادبه به نزد یزدگرد مکرر شد به هیجان آمد و مصمم شد که رستم را به جنگ وادارد و از تدبیر چشم پوشید که مردی کوته بین و لجوج بود و به رستم تأکید کرد و او همان سخنان را تکرار کرد و گفت: ((ای پادشاه! خلاف تدبیر مرا ناچار می‌کند از حد خود برتر روم و مسئولیت از خویش بردارم، اگر چاره داشتم این سخنان را نمی‌گفتم، تورا به خدا قسم می‌دهم که به خاطر خودت و کسانت و پادشاهیت بگذاری من در اردوگاهم بمانم و جالنوس را بفرستم، اگر ظفر بود چه بهتر وگرنه من آماده‌ام و دیگری را می‌فرستم تا وقتی که چاره نماند و مفر نباشد که به مقابله آنها رویم که خسته و ضعیفشان کرده‌ایم و ما تازه نفسیم.
در جایی دیگر می‌آورد:
ابن رفیل به نقل از پدرش گوید: وقتی رستم حرکت کرد به جالینوسِ سردار، فرمان داد که به سوی حیره پیش برود و یکی از عربان را برای او بگیرد. جالینوس نیز به همراه آزادمرد و ۱۰۰ تن دیگر تا قادسیه برفتند و نزدیک پل قادسیه به مردی رسیدند و او را بربودند. اگرچه عربان به حرکت درآمدند، اما به آنها نرسیدند. فقط کسانی از عقب ماندگانشان به دست مسلمانان افتادند. چون به نجف رسیدند، مرد ربوده را پیش رستم که در کوثی بود فرستادند.
بار دیگر دینوری در اخبارالطوال از گلینوش می‌گوید:
قیس بن هبیره بر حَیلوس فرمانده جانبازان ایرانی حمله کرد و او را کشت و مسلمانان از هر سو حمله کردند و ایرانیان گریختند.
در اردوکشی به قادسیه فرماندهی کل سپاه با رستم فرخزاد بود، پهلوی راست سپاه به هرمزان (دایی شیرویه و برادر زن خسروپرویز) پهلوی چپ آن به مهران پسر بهرام رازی و دنباله سپاه به پیروزان سه تن از بزرگ‌ترین فرماندهان ایران سپرده شده بود و پیش‌قراولان سپاه هم با جالینوس بود.